# Панорама Резекне
«Панорама Резекне» (латыш. Rēzeknes panorāma) — латвийская русскоязычная региональная газета, издаваемая в городе Резекне. Издатель — общество с ограниченной ответственностью «Rēzeknes panorāma».

## История
Газета была основана 24 октября 1991 года в результате конфликта одного из предпринимателей города с единственным, на тот момент, городским периодическим изданием. После того, как монополист отказался печатать рекламу предпринимателя, он решил основать свою собственную газету, которая впоследствии и стала называться «Панорама Резекне».
Изначально издание носило название «Реклама, объявления, информация». Выходило один раз в неделю, по субботам, на четырёх полосах тиражом 5000 экземпляров. К концу 1992 года, тираж газеты значительно упал и составлял всего 500 экземпляров.
В 1995 году периодическое издание было переименовано в «Субботняя газета для каждой семьи». Тираж газеты вырос до 700 экземпляров, а её объём был увеличен до восьми полос. В начале 1996 года, тираж газеты увеличился более чем вдвое, до 1750 экземпляров. Однако к концу этого года заметно снизился, составив лишь 800 экземпляров. Название периодического издания, тем временем, снова было изменено, теперь газета продавалась под брендом «Газета бесплатных частных объявлений».
В процессе развития, предпринимались попытки выпустить и латышскую версию периодического издания, однако особого успеха они не принесли.

## Современные факты
- Периодическое издание выходит один раз в неделю, по пятницам.
- Около половины всей газетной площади отдано под бесплатные частные объявления горожан.
- В газете освещаются, в основном, актуальные городские вопросы и, в гораздо меньшей степени, актуальные события в Латвии и мире.
- Газета имеет следующие тематические постоянные рубрики: «Дискуссионный клуб», «Факсимиле», «Юридическая консультация», «Собеседник», «Литературная среда», «Воскресная школа», «Детская площадка», «Тусовка».
- Тираж газеты 7500 экземпляров.
- Штат сотрудников — 15 человек.
- Распространяется в Резекне, Резекненском районе, Лудзе, Лудзенском районе, Краславе, Дагде.
- По данным самой редакции, газета является самым покупаемым региональным изданием на русском языке и крупнейшим рекламным изданием в Латгалии.[5]